# AMD Athlon XP
Athlon XP ist die Bezeichnung für eine Serie von x86-kompatiblen Prozessoren des Unternehmens AMD. Die baugleiche Mehrprozessorvariante heißt Athlon MP.

## Entwicklung
Der Athlon XP stellt den Nachfolger des Original-Athlon dar. Während die ersten Modellreihen namens Palomino und Thoroughbred (T-Bred) noch mit einem L2-Cache von 256 KiB auskommen mussten, bringen es die neueren Modelle der Reihe Barton auf 512 KiB L2-Cache. Bei den kleinen Prozessoren für 133 MHz-FSB (2000+ bis 2600+) wurde der Thouroughbred-Kern Ende 2003 durch den Thorton (Barton-Core mit halbiertem L2-Cache) ersetzt.
Mit dem Athlon XP führte AMD verschiedene Neuerungen ein, z. B. das QuantiSpeed-Rating-System oder die SSE-Befehle des Pentium III. Durch dieses QuantiSpeed-Rating wurde in der Produktbezeichnung nicht die tatsächliche Taktfrequenz angegeben, sondern anfangs ein QuantiSpeed-Rating, welches auf einen Athlon Thunderbird mit der entsprechenden Taktfrequenz bezogen war. In der Realität wurde das Rating auf Intels Pentium 4 bezogen, dieser Vergleich hatte aber einige Tücken. Beispielsweise schneidet der Athlon XP bei Spielen häufig besser ab, während der Pentium 4 bei Video-Kompression vorne liegt. Bei diesen Vergleichstests (Benchmarks) besteht grundsätzlich die Problematik, dass unterschiedliche Modelle jeweils von ihren Herstellern über die Leistungsbereiche definiert werden, in denen sie am besten abschneiden. Eine vollständige Vergleichbarkeit lässt sich dadurch kaum erzielen. Abgesehen von der namentlichen Bezeichnung des Prozessors und der Taktraten sollten bei einem Vergleich stets die Anwendungsbezogenheit und das Preis-Leistungs-Verhältnis beachtet werden. In letzterem Bereich bot AMD dem Kunden in der Regel deutliche Vorteile.
Der Thoroughbred B hat zusätzliche Kupfer-Verbindungsstücke, um die Interferenz zu reduzieren.
Eine weitere Abwandlung mit Zielrichtung Einsteiger-/Office-Markt ist der Sempron, der auf dem T-Bred/Thorton basiert.
Der Nachfolger des Athlon XP wurde der Athlon 64.

## QuantiSpeed-Rating
Bemerkenswert ist bezüglich des Rating-Systems, dass es im Einzelfall zwischen den Modellreihen zu Überschneidungen im Rating kommt: So gibt es bei den Modellen mit 133 MHz FSB den Palomino mit Ratings von 1500+ bis 2100+ sowie zwei Varianten (A und B) Thoroughbred (T-Bred) mit Ratings von 1600+ bis 2200+ (A) bzw. 1600+ bis 2600+ (B), die teilweise mit unterschiedlichen Spannungen betrieben werden. Modelle mit 166 MHz FSB gibt es als Thoroughbred-B mit Ratings von 2600+ bis 2800+ sowie als Barton mit Ratings von 2500+ bis 3000+. Modelle mit 200 MHz FSB gibt es als Barton und Thorton mit Ratings von 3000+ und 3200+ (Barton) und 3100+ (Thorton). Beim Barton wurde der L2-Cache wieder auf 512 KiB vergrößert, was bei geringerer Taktrate ein höheres Rating ermöglichte. Der Thorton ist ein Barton mit halbiertem (teildeaktivierten) L2-Cache und als Ersatz für einige T-Bred-Modelle gedacht (siehe Auflistung).
Kurz: Bei den Modellen XP 1600+ bis XP 2200+ und XP 2600+ bis XP 3000+ besteht Verwechslungs- bzw. Täuschungsgefahr.
Beim Erwerb eines solchen Prozessors sollte man sich also ganz genau informieren, welche der Varianten man erhält, damit es zu keinen unangenehmen Inkompatibilitäten kommt.

## Modelldaten

### Palomino

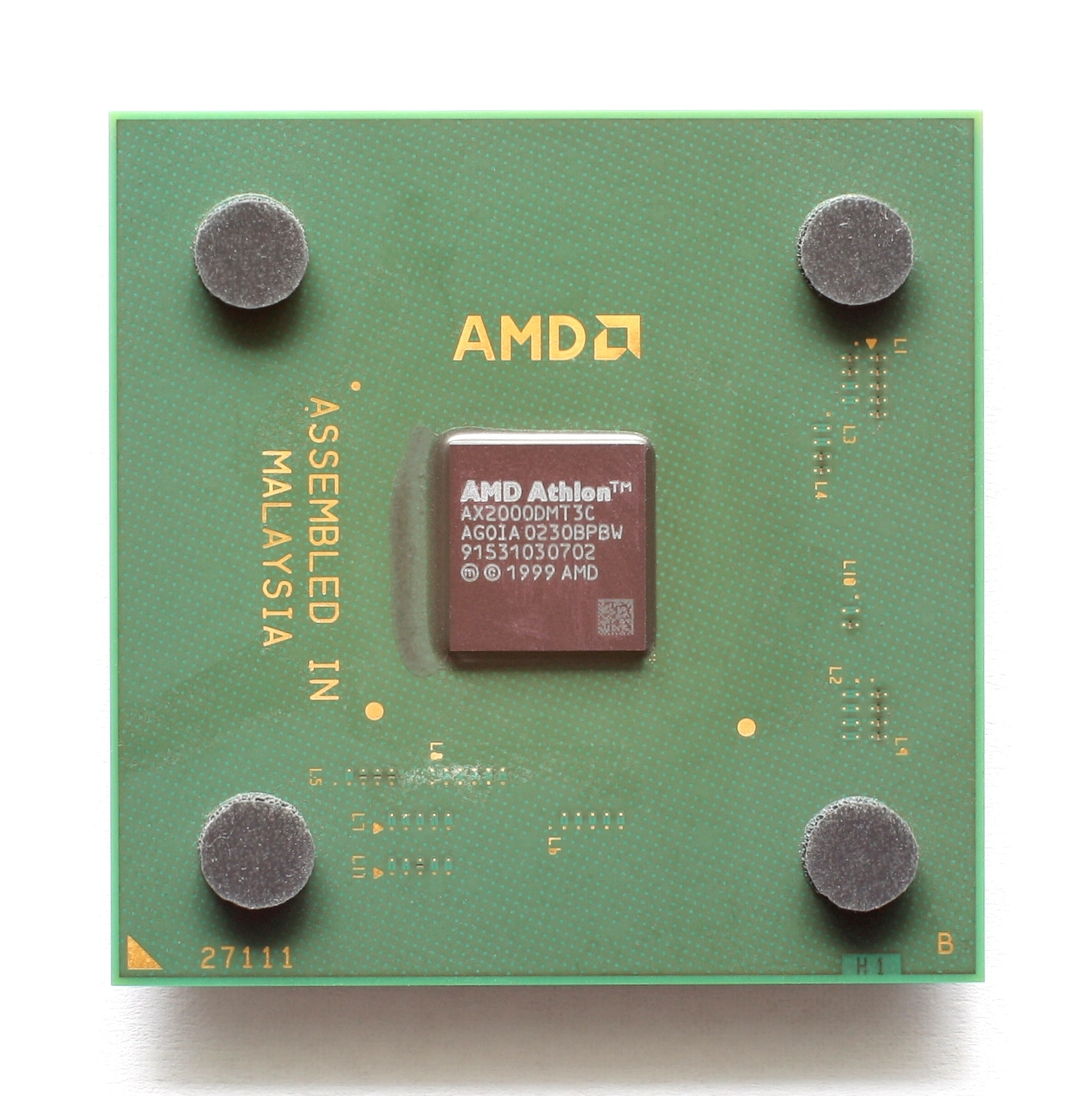
Athlon XP 2000+ (Palomino, grünes PCB) – Oberseite

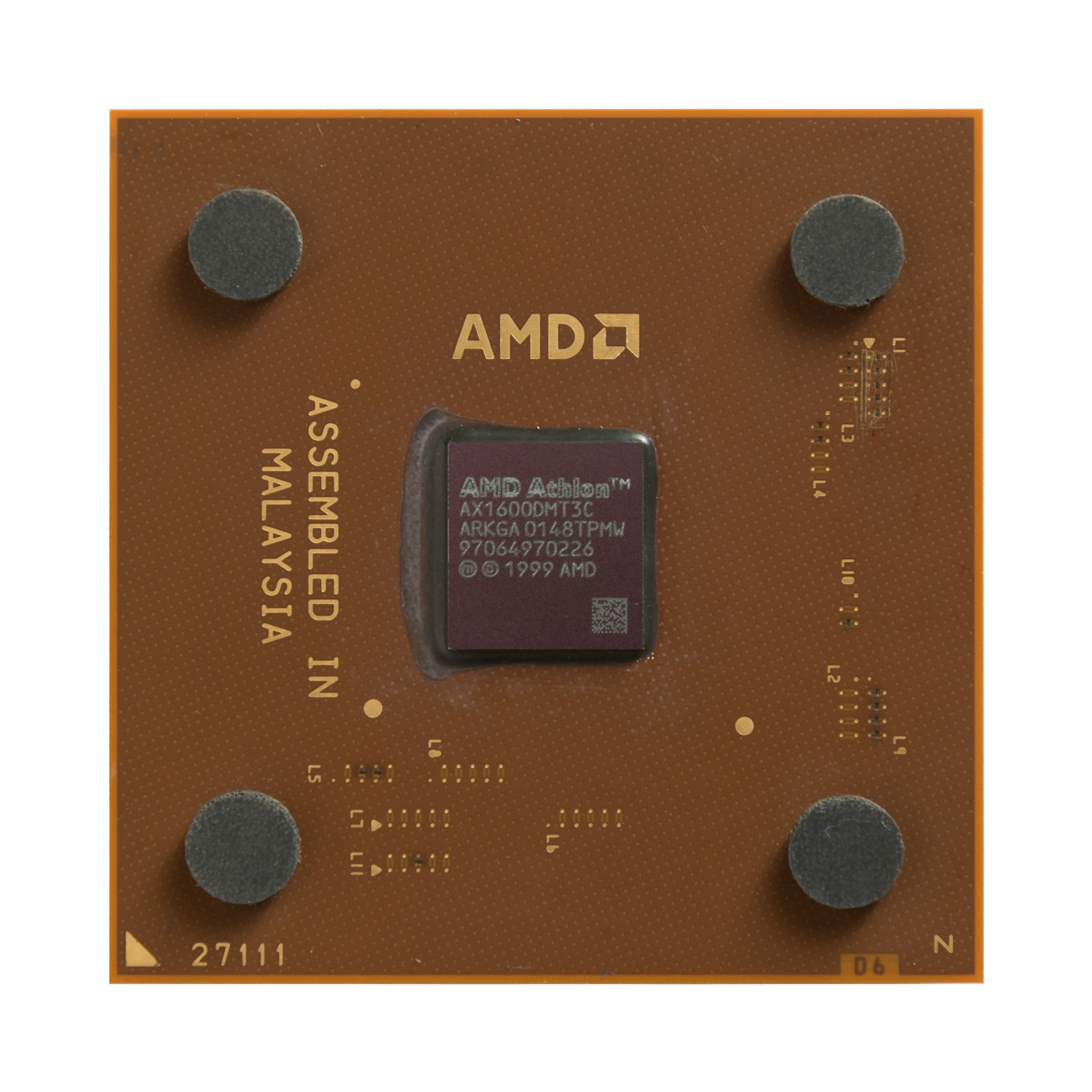
Athlon XP 1600+ (Palomino, braunes PCB) – Oberseite

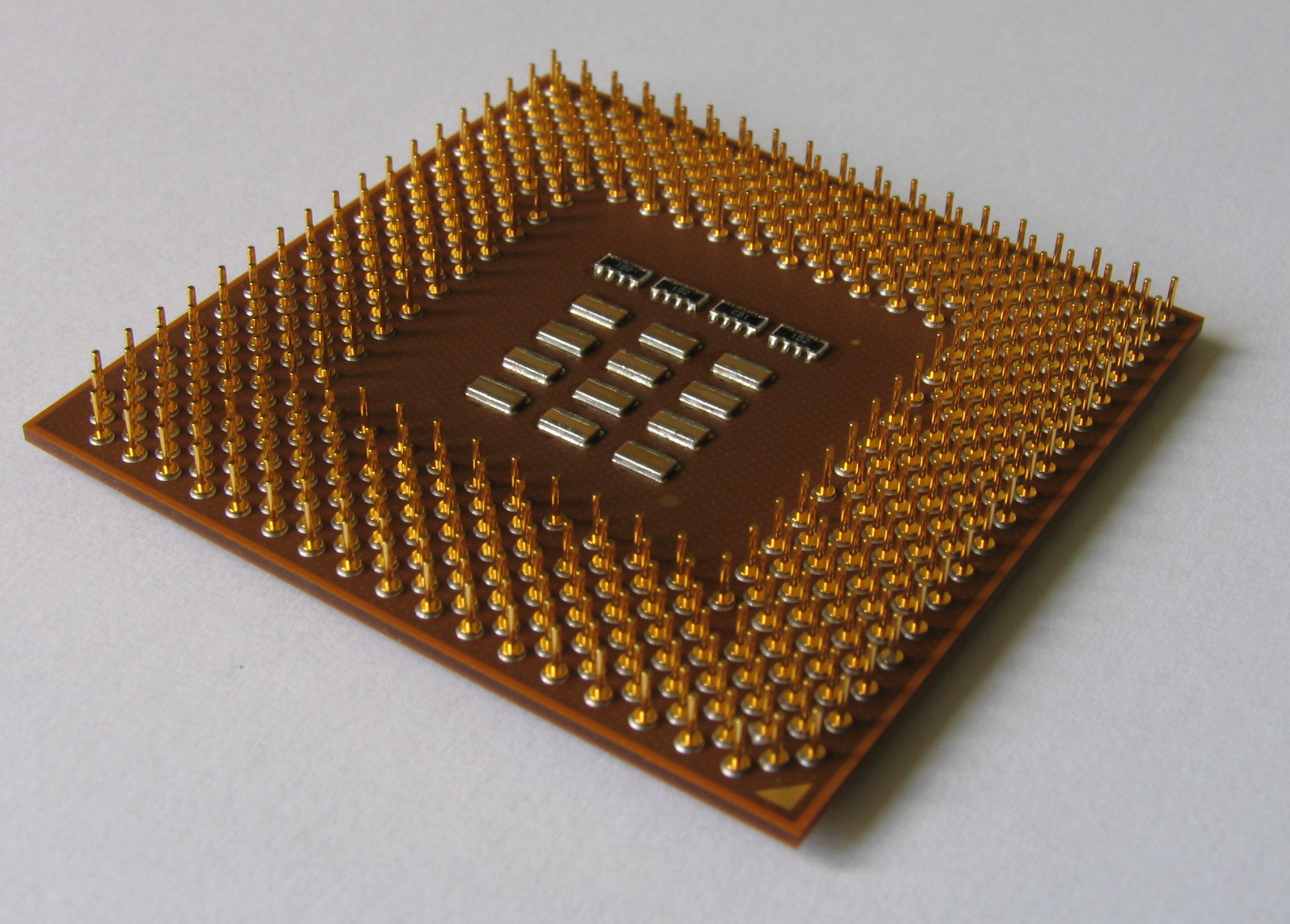
Athlon XP 1600+ (Palomino, braunes PCB) – Unterseite

- L1-Cache: 64 + 64 KiB (Daten + Instruktionen)
- L2-Cache: 256 KiB mit Prozessortakt
- MMX, Extended 3DNow!, SSE
- Sockel A (462), EV6 mit 133 MHz Front Side Bus (FSB 266)
- Betriebsspannung (VCore): 1,75 V
- Erscheinungsdatum: 9. Oktober 2001
- Fertigungstechnik: 0,18 µm
- Die-Größe: 129,26 mm² bei 37,5 Millionen Transistoren
- Taktraten: 1,333–1,733 GHz
  - 1500+: 1,333 GHz [9. Oktober 2001]
  - 1600+: 1,400 GHz [9. Oktober 2001]
  - 1700+: 1,466 GHz [9. Oktober 2001]
  - 1800+: 1,533 GHz [9. Oktober 2001]
  - 1900+: 1,600 GHz [5. November 2001]
  - 2000+: 1,667 GHz [7. Januar 2002]
  - 2100+: 1,733 GHz [13. März 2002]

### Thoroughbred A

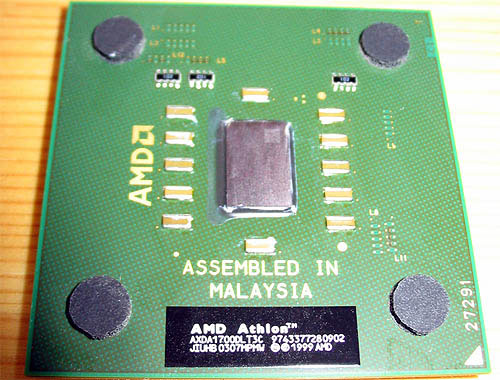
AMD Athlon XP 1700+ (Thoroughbred B)

- L1-Cache: 64 + 64 KiB (Daten + Instruktionen)
- L2-Cache: 256 KiB mit Prozessortakt
- MMX, Extended 3DNow!, SSE
- Sockel A (462), EV6 mit 133 MHz Front Side Bus (FSB 266)
- Betriebsspannung (VCore): 1,50–1,65 V
- Erscheinungsdatum: Juni 2002
- Fertigungstechnik: 0,13 µm
- Die-Größe: 80,89 mm², 84,66 mm² bzw. 86,97 mm² bei 37,2 Millionen Transistoren
- Taktraten: 1,4–1,8 GHz
  - 1600+: 1,4 GHz
  - 1700+: 1,466 GHz
  - 1800+: 1,533 GHz
  - 1900+: 1,6 GHz
  - 2000+: 1,667 GHz
  - 2100+: 1,733 GHz
  - 2200+: 1,8 GHz

### Thoroughbred B

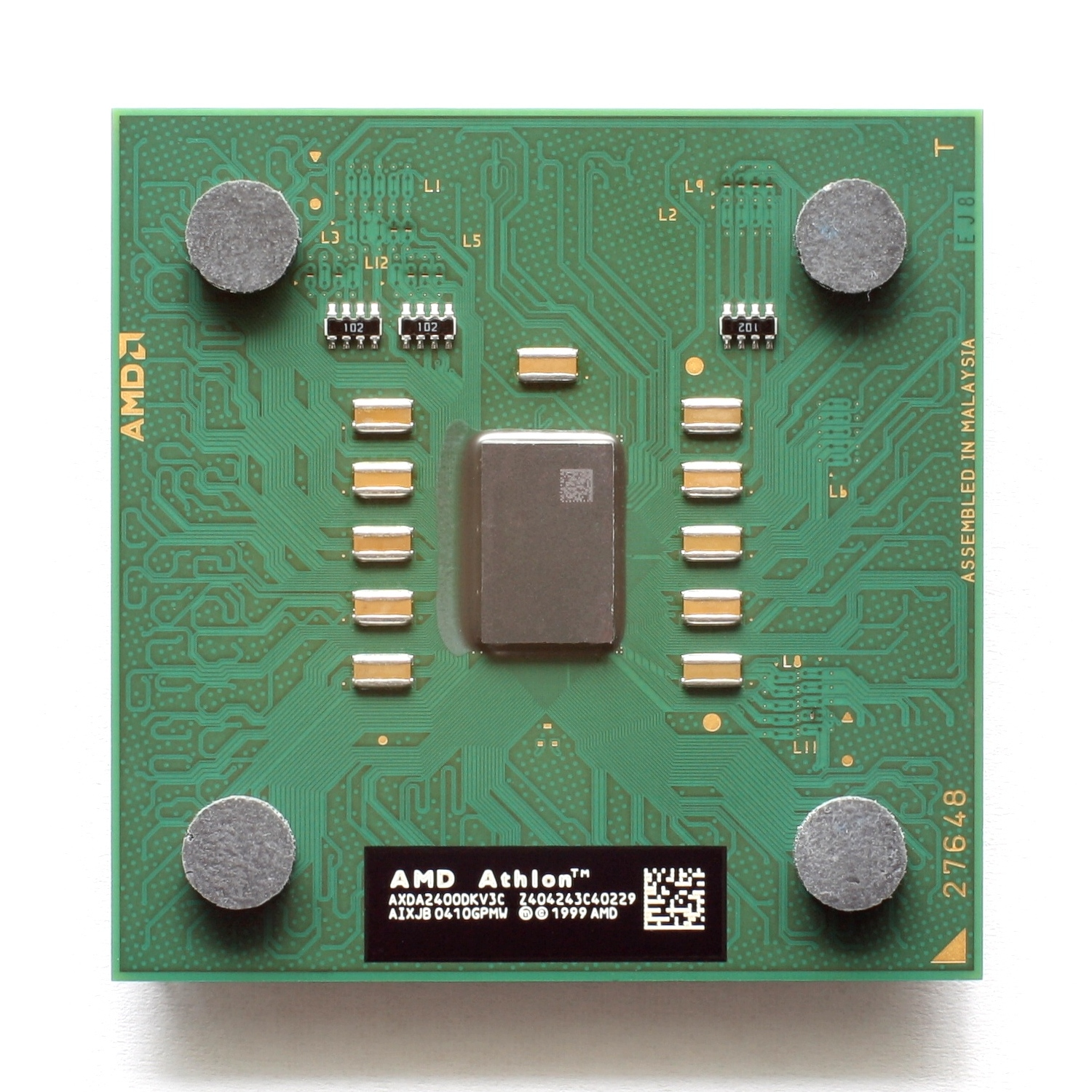
Athlon XP 2400+ (Thoroughbred B, Version mit grünem PCB, Stepping AIXJB)

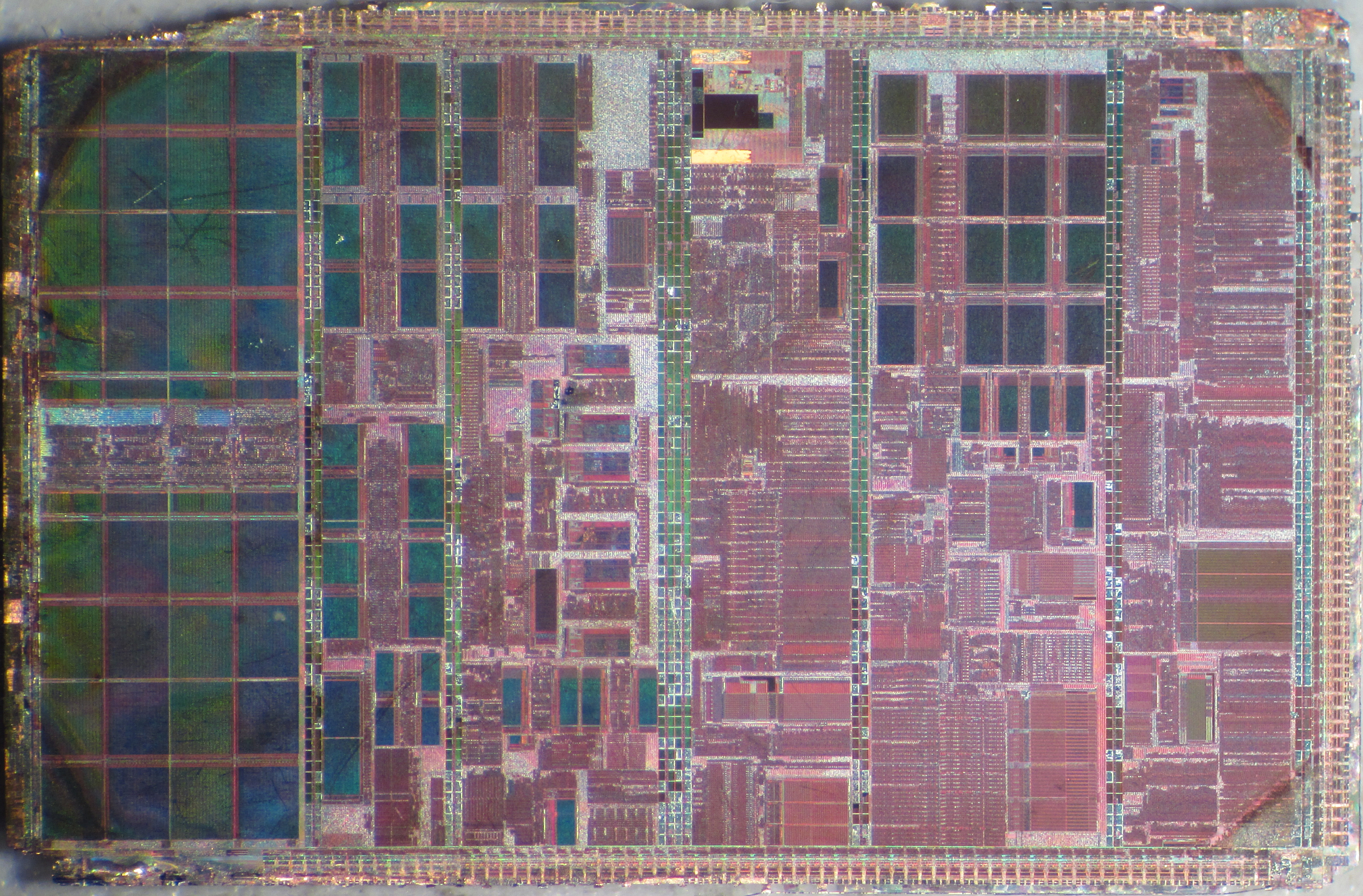
Prozessorkern eines AMD Athlon XP Thoroughbred (AXDA1800DLT3C)

- L1-Cache: 64 + 64 KiB (Daten + Instruktionen)
- L2-Cache: 256 KiB mit Prozessortakt
- MMX, Extended 3DNow!, SSE
- Sockel A (462), EV6 mit 133 und 166 MHz Front Side Bus (FSB 266 und FSB 333)
- Betriebsspannung (VCore): 1,50–1,65 V
- Erscheinungsdatum: August 2002
- Fertigungstechnik: 0,13 µm
- Die-Größe: 80,89 mm², 84,66 mm² bzw. 86,97 mm² bei 37,2 Millionen Transistoren
- Taktraten: 1,4–2,25 GHz
  - FSB 266:
    - 1600+: 1,4 GHz [März 2003]
    - 1700+: 1,466 GHz [Dezember 2002]
    - 1800+: 1,533 GHz [Dezember 2002]
    - 1900+: 1,6 GHz [Dezember 2002]
    - 2000+: 1,667 GHz [Dezember 2002]
    - 2100+: 1,733 GHz [Dezember 2002]
    - 2200+: 1,8 GHz [August 2002]
    - 2400+: 2,0 GHz [August 2002]
    - 2600+: 2,133 GHz [August 2002]

  - FSB 333:
    - 2600+: 2,083 GHz [November 2002]
    - 2700+: 2,167 GHz [Oktober 2002]
    - 2800+: 2,25 GHz [Oktober 2002]

### Thorton
Barton mit zur Hälfte deaktiviertem L2-Cache
- L1-Cache: 64 + 64 KiB (Daten + Instruktionen)
- L2-Cache: 256 KiB mit Prozessortakt
- MMX, Extended 3DNow!, SSE
- Sockel A (462), EV6 mit 133, 166 und 200 MHz Front Side Bus (FSB 266, 333 und 400)
- Betriebsspannung (VCore): 1,50–1,65 V
- Erscheinungsdatum: Mai 2003
- Fertigungstechnik: 0,13 µm
- Die-Größe: 100,99 mm² bei 54,3 Millionen Transistoren
- Taktraten: 1,667–2,2 GHz
  - FSB 266:
    - 2000+: 1,667 GHz [Mai 2003]
    - 2200+: 1,8 GHz [Mai 2003]
    - 2400+: 2,0 GHz [Mai 2003]

  - FSB 333:
    - 2600+: 2,083 GHz [Mai 2003]

  - FSB 400:
    - 3100+: 2,2 GHz [Oktober 2004]

### Barton

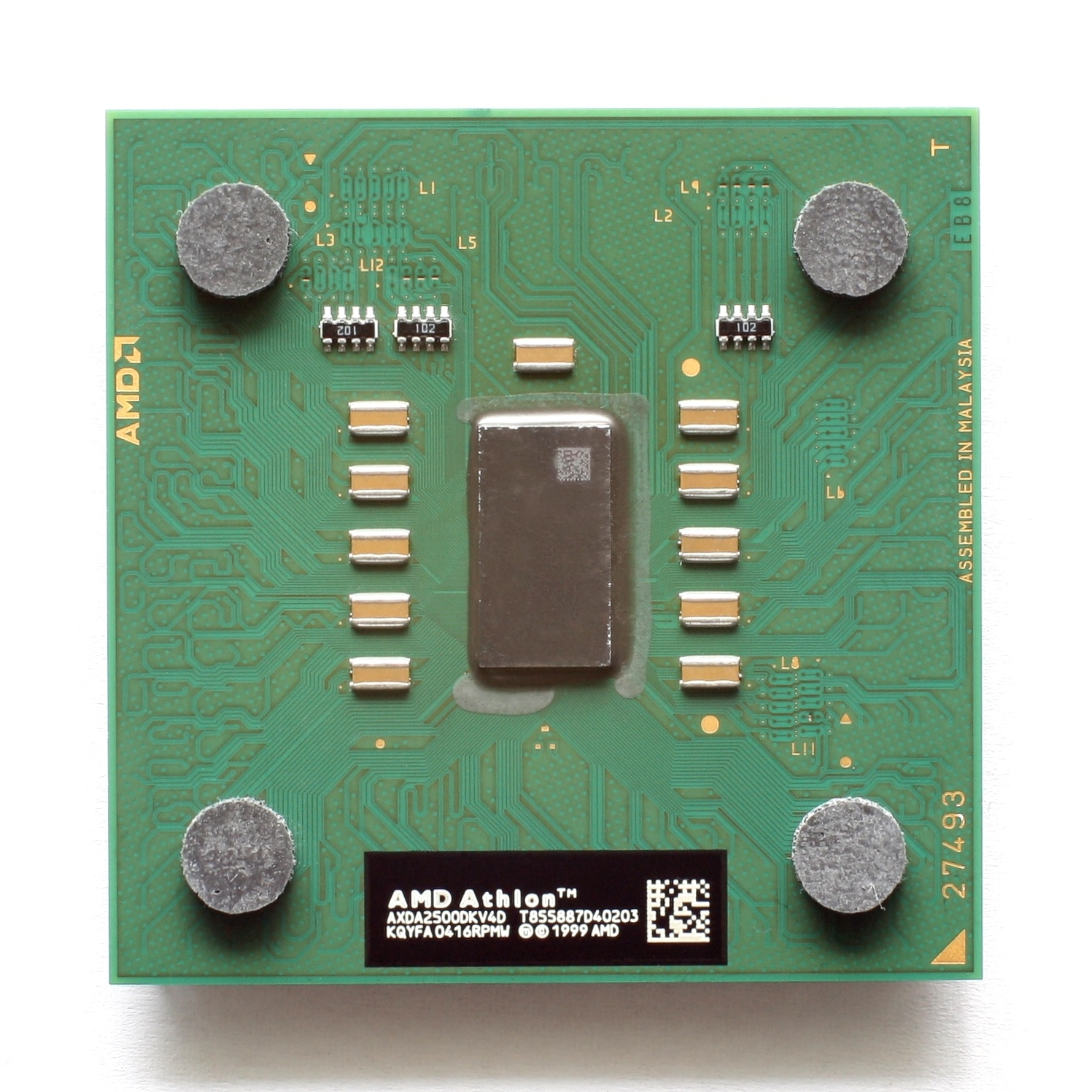
AMD Athlon XP 2500+ (Barton)

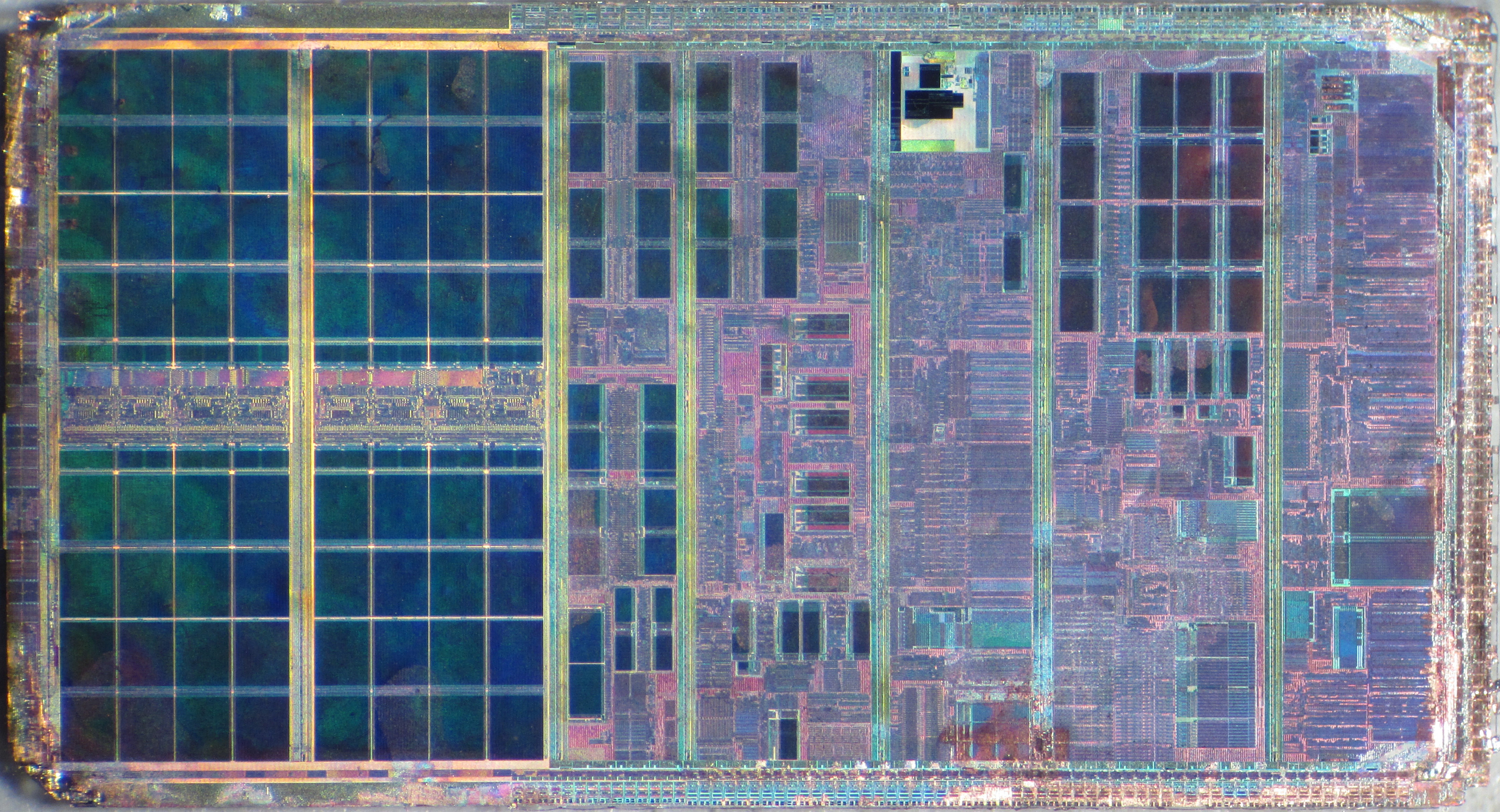
Prozessorkern eines AMD Athlon XP Barton (AXDA2500DKV4D)

- L1-Cache: 64 + 64 KiB (Daten + Instruktionen)
- L2-Cache: 512 KiB mit Prozessortakt
- MMX, Extended 3DNow!, SSE
- Sockel A (462), EV6 mit 133, 166 und 200 MHz Front Side Bus (FSB 266, 333 und 400)
- Betriebsspannung (VCore): 1,65 V
- Leistungsaufnahme (TDP): 68,3 W, 74,3 W (bei 2.167 MHz), 76,8 W (bei 2.200 MHz)
- Erscheinungsdatum: 10. Februar 2003
- Fertigungstechnik: 0,13 µm
- Die-Größe: 100,99 mm² bei 54,3 Millionen Transistoren
- Taktraten: 1,833–2,333 GHz
  - FSB 266:
    - 2800+: 2,133 GHz [nur für OEMs, Erscheinen unbekannt]

  - FSB 333:
    - 2500+: 1,833 GHz [Februar 2003]
    - 2600+: 1,917 GHz [Juni 2003]
    - 2800+: 2,083 GHz [Februar 2003]
    - 3000+: 2,167 GHz [Februar 2003]
    - 3200+: 2,333 GHz [November 2003] (nur für OEMs)

  - FSB 400:
    - 3000+: 2,1 GHz [April 2003]
    - 3200+: 2,2 GHz [Mai 2003]